# Филип I Орлеански
Филип I Орлеански (на френски: Philippe de France, Philippe d’Orléans; 21 септември 1640 – 9 юни 1701) е херцог на Орлеан.

## Живот
Син е на крал Луи XIII и кралица Анна Австрийска. По-малък брат е на крал Луи XIV.
Филип става херцог на Анжу през 1660 г., наследявайки титлата от чичо си Гастон Орлеански след смъртта му същата година.
На 31 март 1661 г. Филип I Орлеански се жени за Хенриета Анна Стюарт (1644 – 1670), дъщеря на английския крал Чарлз I и Хенриета-Мария Бурбон-Френска. Сватбата е отпразнувана в Пале Роял в Париж. Бракът им обаче се оказва несполучлив, тъй като Филип има открити предпочитания към кавалерите от своя антураж.
През 1671 г., една година след смъртта на Хенриета, Филип I Орлеански се жени за Елизабет Шарлота фон дер Пфалц (1652 – 1722), дъщеря на курфюрст Карл I Лудвиг фон Пфалц и Шарлота фон Хесен-Касел.
Филип умира на 60 години на 9 юни 1701 г. Оставя задължения от около 7,5 милиона ливри.

## Деца
От Хенриета-Анна Стюарт има децата:
- Мария Луиза (* 1662; † 1689), ∞ 1679 за Карлос II, кралица на Испания
- Филип-Шарл (1664 – 1666), херцог дьо Валоа
- дъщеря (*/† 1665)
- Анна Мария (1669 – 1728), ∞ 1684 за Виктор Амадей II, кралица на Сардиния и Сицилия

От Елизабет Шарлота фон дер Пфалц има децата:
- Александер Луи (* 2 юни 1673, † 16 март 1676)
- Филип II Орлеански (1674 – 1723), ∞ 1692 за Франсуаза-Мария дьо Борбон (1677 – 1749), дъщеря на френския крал Луи XIV от любовницата му Франсоаз Монтеспан.
- Елизабет Шарлота (1676 – 1744), ∞ 1698 г. за херцог Леополд Йозеф Лотарингски (1679 – 1729), свекърва на Мария Терезия фон Хабсбург

- Хенриета-Анна Стюарт на 18 години (1762)
- Елизабет Шарлота фон дер Пфалц (1673)